# Satsommar
Satsommar var ett radioprogram i Sveriges Radio P3 som sändes från Göteborg och som sändes mellan den 9 juni 2014 och 1 augusti 2014. Huvudprogramledare var Hanna Andersson och Rasmus Persson men även Anna Flygel och Niklas Mannheimer Ruberg figurerade i programmet kontinuerligt. Musse Hasselvall fick agera ersättare åt Rasmus under en veckas tid.

## Programpunkterna
- Störningsjouren- När två gäster och programledarna diskuterar vad dom stört sig på under veckan.
- Growlhour- En tävling där två tävlande gissar vilken ny låt [[]] i [[]] growlar.
- Niklas Crash course Niklas Mannheimer Ruberg leder kurs om livets problem.
- Annas deckarskola- Anna guidade satsommar lyssnarna i hur man skriver en deckare
- Leif-o-pedia - Rasmus och Hannas pappor som båda heter Leif, berättar om olika trender. Som t.ex.. varför det inte är modernt med tribaltatueringar längre.